# Caballo de Troya (saga)
Caballo de Troya es una serie de doce novelas creada por el periodista y escritor español Juan José Benítez López. En ellas se narra la vida de Jesús de Nazaret, según el relato de un viajero del tiempo procedente del siglo XX.
El libro presenta una versión de la vida de Jesús, basada en obras esotéricas como Las cartas de Ummo o el Libro de Urantia, que difiere de las creencias y doctrinas del cristianismo. Se ha cuestionado que intente presentarse como un texto histórico, si bien el autor ha manifestado que se trata de una novela inspirada en investigaciones propias.
Los libros de la saga, en especial el primero, han sido calificados como superventas en español y han sido traducidos a otros idiomas.
En una entrevista, el periodista Jorge Saldaña le preguntó a J. J. Benítez si se trataba de una novela o si el autor realmente había viajado al pasado en una máquina del tiempo y conocido a Jesús. Benítez respondió: «Es una novela». En cambio, en el sitio web de Benítez puede leerse lo siguiente: «Juan José Benítez siempre ha afirmado que no se trata de una novela sino de una narración inspirada en hechos reales».

## Sinopsis
El libro se presenta como si fuera el testimonio de un oficial estadounidense que participa en un proyecto secreto. Dicha misión consiste en un viaje en el tiempo para conocer alguno de los momentos considerados importantes en el pasado de la Humanidad, entre ellos la época de Jesús de Nazaret. 
Las novelas describen las andanzas del viajero temporal junto a Jesús, quien es retratado como un individuo jovial y alegre, gustoso de ofrecer sus profundas enseñanzas espirituales a quien desee escucharlas. El mayor, conocido como "Jasón" por los habitantes de la época, junto con su compañero, de nombre "Eliseo", van dejando atrás su inicial escepticismo, convirtiéndose poco a poco al mensaje de Jesús.
El primer texto, un supuesto manuscrito, que se corresponde con las dos primeras entregas de la serie, nos describe la pasión y muerte del Nazareno, así como los acontecimientos inmediatamente acaecidos después de su muerte. Al finalizar dicho testimonio, un nuevo acertijo conduce a Juan José Benítez López a una segunda parte del texto, mucho más amplia que la primera, la cual continúa la aventura tras la Resurrección, y de cómo los viajeros en el tiempo, deseosos de conocer más acerca de su maestro, deciden poner nuevamente en marcha la máquina, regresando a su período de predicación en vida. Todo ello narrado siempre bajo el formato de un diario personal.
El artificio literario pretende que las novelas se basan en los diarios de un mayor de la Fuerza Aérea Estadounidense, quien participó en el supuesto programa Swivel, parte del cual era la Operación Caballo de Troya, cuya tecnología, según la novela, comenzaba a desarrollarse en la década de 1960 junto a los programas espaciales. Este proyecto habría permitido a las Fuerzas Armadas de los Estados Unidos realizar viajes en el tiempo. Destacan las abundantes referencias tecnológicas y científicas que aporta el autor, especialmente en la primera de sus obras (Caballo de Troya 1) tomadas de las descripciones del propio protagonista.
Más allá de lo estrictamente tecnológico y científico (que sirve para darle visos de credibilidad), se destaca una visión de Jesús de Nazaret, sus enseñanzas y mensaje, ligeramente diferente a lo que sostienen las creencias tradicionales, adaptándolas al pensamiento moderno. Algunos autores afines al pensamiento de Benítez, como Pedro Romaniuk, han considerado verídicas estas concepciones. Otros, por su parte, han señalado su dependencia de novelas de ciencia ficción y de libros esotéricos.

### Personajes
Hay muchos personajes en cada volumen del Caballo de Troya pero los más importantes son:

- Jasón. Militar estadounidense, médico, con grado de astronauta y mayor de la Fuerza Aérea estadounidense, participante en el proyecto de viajes en el tiempo, y primer comandante de a bordo del módulo de experimentación temporal, así como oficial de campo que realiza las operaciones sobre el terreno en los distintos "saltos" que se dan a la época de Jesús de Nazaret.

- Eliseo. Segundo oficial de la Fuerza Aérea con grado de astronauta, viajero en el tiempo y responsable del módulo y sus sistemas. Si bien en un comienzo las normas de la Operación Caballo de Troya, al igual que en el proyecto Apolo de la época, exigen su constante presencia en el módulo, al parecer - según se desprende de los diarios del mayor - este astronauta también termina realizando operaciones de campo en los distintos saltos temporales.

- Curtiss. General de cuatro estrellas de las Fuerzas Aéreas, máximo responsable de la base Edwards y jefe del Programa Swivel puesto en marcha por el Pentágono en la década de los sesenta y, más concretamente, de la Operación Caballo de Troya.

### Personajes bíblicos
- Jesús de Nazaret
- Juan el Bautista
- Lázaro de Betania
- Marta de Betania
- María de Betania
- Simón el Leproso
- Simón Pedro
- Simón el zelote
- Andrés
- Tomás
- Judas Iscariote
- José de Arimatea
- Juan Marcos
- Virgen María
- María Magdalena
- Caifás
- Anás
- Poncio Pilato
- Herodes Antipas
- Herodías

### Otros personajes
- Santiago (hermano de Jesús en la novela)
- Miriam o María (hermana de Jesús en la novela)
- José (hermano de Jesús en la novela)
- Simón (hermano de Jesús en la novela)
- Marta (hermana de Jesús en la novela)
- Judas (hermano de Jesús en la novela)
- Amós (hermano de Jesús en la novela)
- Ruth (última de los hermanos de Jesús en la novela)
- Civilis (centurión romano en la novela)
- Arsenius
- Laurencio Rodarte

## Serie de Caballo de Troya

### Caballo de Troya 1: Jerusalén (1984)
Comienza el viaje hacia el pasado. La acción se desarrolla entre el 30 de marzo y el 9 de abril del año 30. A cada día corresponde un capítulo.

### Caballo de Troya 2: Masada (1986)
Prosigue la segunda parte según el diario del Mayor. Transcurre desde el 9 al 16 de abril del año 30. 

### Caballo de Troya 3: Saidan (1987)
Evoca los primeros años de Jesús, así como sus apariciones ya resucitado, siempre según el testimonio de los viajeros del tiempo.

### Caballo de Troya 4: Nazaret (1989)
Cuarta parte del diario, dedicada a los años de la denominada "vida oculta de Jesús".

### Caballo de Troya 5: Cesarea (1998)
La quinta parte del diario abarca de abril a mayo del año 30.

### Caballo de Troya 6: Hermón (1999)
La sexta parte del diario comienza con un salto en el tiempo al año 25 de nuestra era.  Se centra en las distintas versiones del mensaje de Jesús y cómo este, según el autor, fue corrompido.

### Caballo de Troya 7: Nahum (2005)
Narra la vida de Juan el Bautista.

### Caballo de Troya 8: Jordán (2006)
Narra el episodio del bautismo de Jesús y los hechos que fueron interpretados como el episodio de la tentación en el desierto.

### Caballo de Troya 9: Caná (2011)
Relata, desde un particular punto de vista, los milagros y las curaciones de Jesús. 

### Caballo de Troya 10ː El día del Relámpago (2013)
Ambientado en el pasado cercano, el presente y el futuro, responde cuestiones que los libros anteriores habían dejado sin resolver y da detalles sobre la vida posterior de algunos personajes.

### Caballo de Troya 11ː El diario de Eliseo. Confesiones del segundo piloto (2019)
Narra los dos últimos años de la vida pública de Jesús de Nazaret que terminan en marzo del año 30 de nuestra era, cerrando así el círculo iniciado en Jerusalén Caballo de Troya 1.

### Caballo de Troya 12ː Belén (2022)
Última entrega de la saga se compone de páginas suprimidas en volúmenes anteriores. Narra lo sucedido durante algunos meses del año 27, cuando Jesús huye de la persecución del Sanedrín. Se describen las principales sectas judías: fariseos, saduceos,  zelotes, esenios y nazarenos entre otras, para mostrar que Jesús no pertenecía a ninguna de ellas.

## Controversia sobre el contenido
La principal controversia surgió en el momento de publicación en relación con las declaraciones del autor, Juan José Benítez, al afirmar que Caballo de Troya no se trata de una novela sino que verdaderamente transcribe el legado de un antiguo y ya fallecido militar de la Fuerza Aérea de Estados Unidos, siendo esta su fuente principal, si bien sus afirmaciones nunca fueron del todo explícitas.
Autores como Antonio Ribera, Jesús Beorlegui y, posteriormente, Antonio Luis Moyano (de la revista Más Allá de la Ciencia), han demostrado que los supuestos datos y opiniones de Jesús, así como de su contexto histórico, recogidos por J. J. Benítez, son en realidad un plagio de otros textos, en especial del Libro de Urantia (anónimo, de los años 1920), las cartas de Ummo (escritas por el estafador español Jose Luis Jordán Peña [1931-2014]) y diversos ensayos históricos, cuyas fuentes no son mencionadas en la novela.
Asimismo, en la revista Más Allá de la Ciencia se han publicado diversos artículos que ilustran cómo J. J. Benítez podría haberse inspirado en otros relatos de ciencia ficción, anteriores a los años ochenta, que anticipan la narrativa del viaje en el tiempo a la época de Jesús de Nazaret, lo que ampliaría la sospecha de plagio en el argumento inicial de Caballo de Troya. En respuesta a estas acusaciones, J. J. Benítez ha recurrido al argumento ad hominem, considerando indignos y envidiosos a quienes han advertido del comprobable plagio existente en sus obras.